# Yvette Guilbert

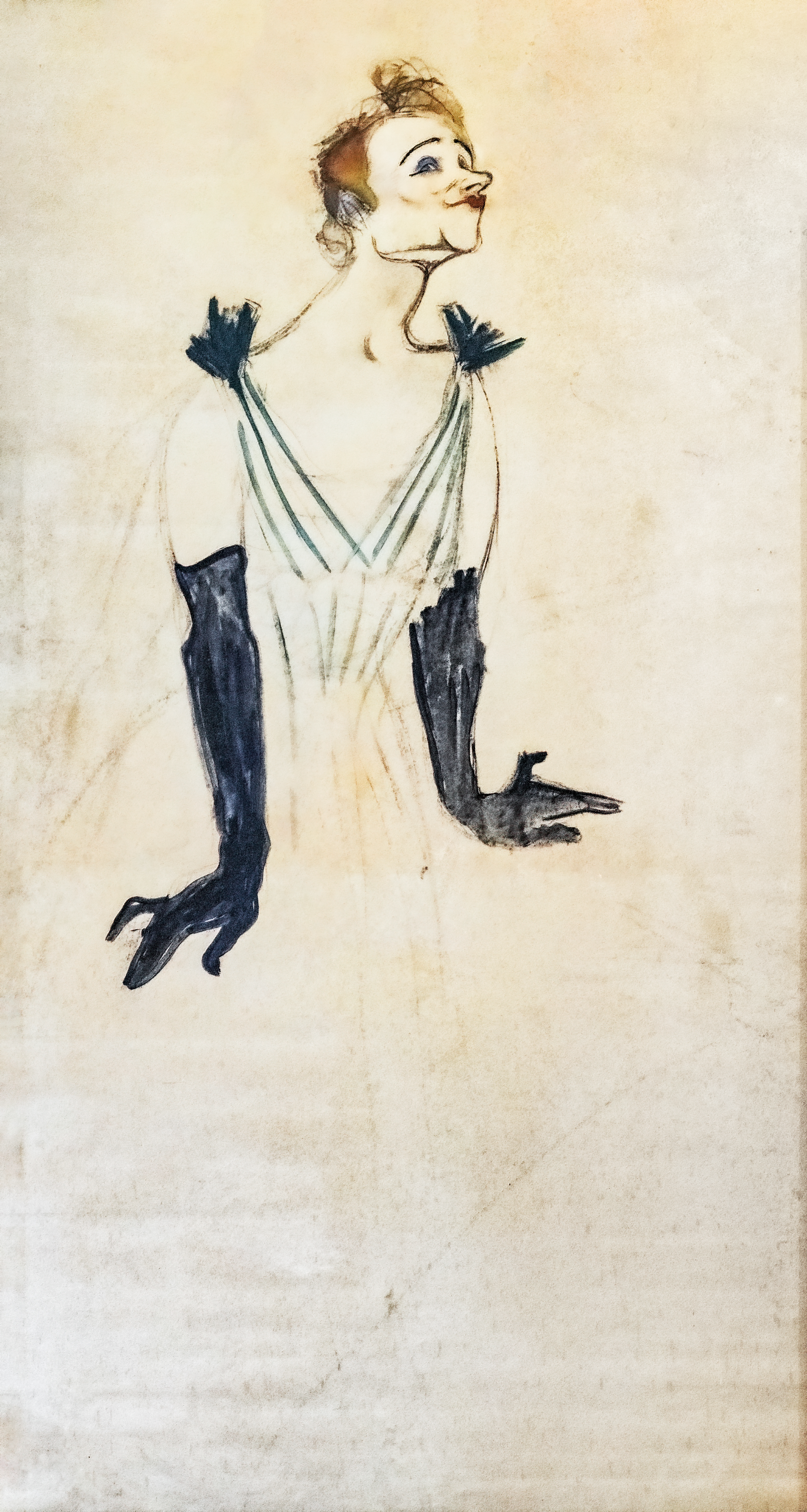
Yvette Guilbert por Henri de Toulouse-Lautrec.

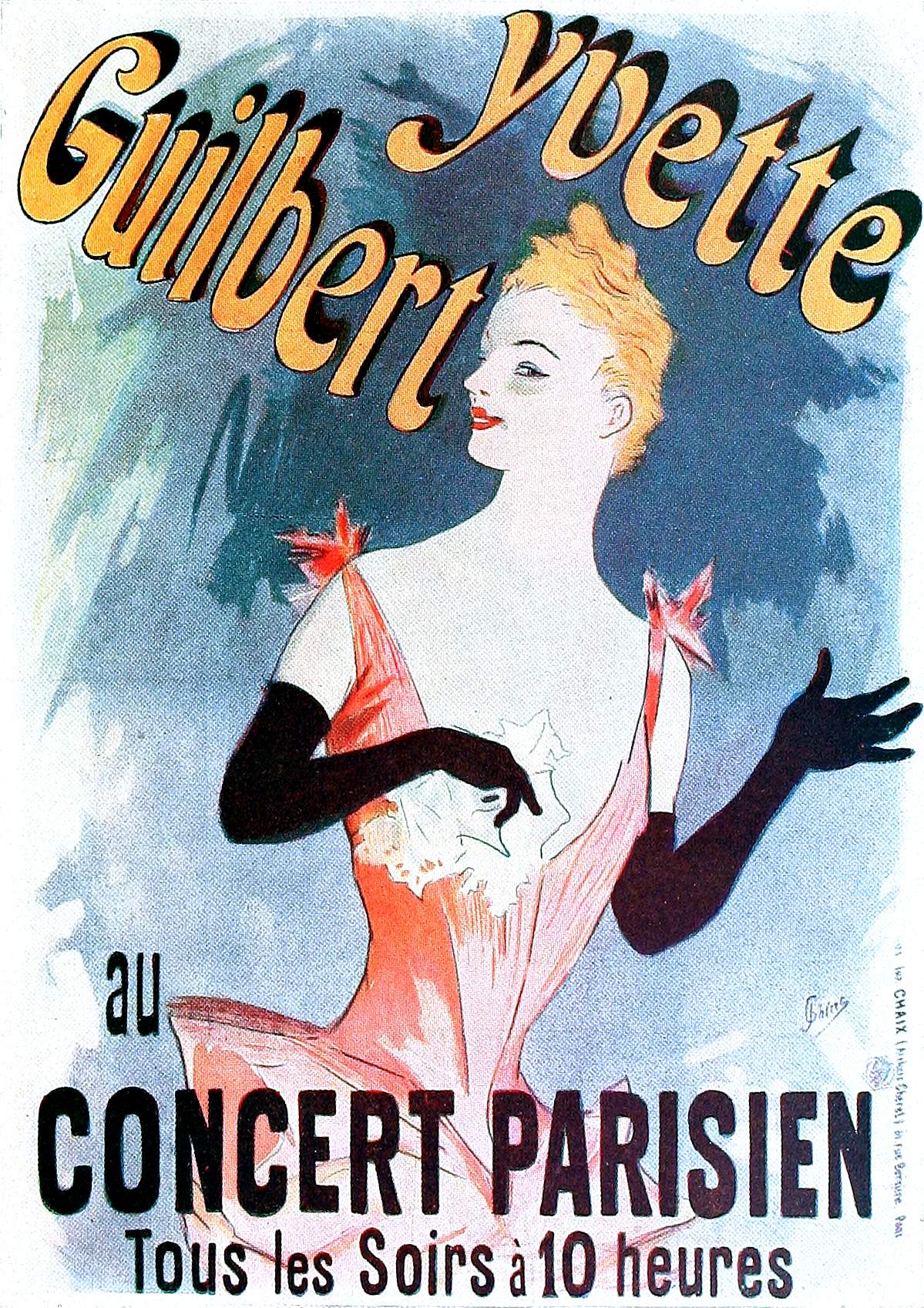
Cartel de Yvette Guilbert.

Yvette Guilbert (Emma Laure Esther Guilbert) fue una cantante francesa nacida en París el 20 de enero de 1867 y fallecida en Aix-en-Provence el 4 de febrero de 1944. 
Es uno de los símbolos de la Belle Époque. Alcanzó grandes éxitos como cantante de variedades y fue inmortalizada en varias ocasiones por el pintor Toulouse-Lautrec, como antes había hecho con Jane Avril y La Goulue.
Había debutado en el Théâtre des Variétés en 1888, cantando luego en el Club Eldorado para llegar al célebre Moulin Rouge en 1890. 
Su estilo era particular: Con guantes negros, se movía poco, sólo sus brazos, y entonaba canciones de amor y pobreza trágicas y audaces con una voz virginal.
Entre 1895 y 1897 hizo giras por Estados Unidos, Alemania e Inglaterra. Durante la era del cine mudo apareció en algunos filmes.
En sus últimos años se dedicó a escribir y en 1932 fue condecorada con la Legión de honor como Embajadora de la canción francesa.
Está enterrada en el Cementerio de Père Lachaise en París.